# ناقل المغنيسيوم
ناقلات المغنيسيوم (بالإنجليزية: Magnesium transporter) بروتينات تنقل المغنيسيوم عبر غشاء الخلية. يُعد المغنيسيوم شاردةً ضروريةً لجميع أشكال الحياة، لكن فهم الآليات الجزيئية لقبطها من الطبيعة وتوزيعها في العناصر الحية ضمن العضوية ما يزال سطحيًا. تعتمد وظيفة ناقل المغنيسيوم «إيه» في حل الأدينوزين ثلاثي الفوسفات أساسًا على الكارديوليبين، وهو حساس لوجود المغنيسيوم الحر ضمن مجال ميكرومتري.
يبدو أن البكتيريا تحصل على شاردة المغنيسيوم أساسًا عبر بروتين ناقل الأيونات المعدنية «كور إيه»، وعند غياب هذا البروتين يحل محله ناقل المغنيسيوم «إي». يحدث القبط البدئي في الخميرة عبر بروتيني «إيه إل آر 1 بّي» و«إيه إل آر 2 بّي»، لكن يقتصر توزع المغنيسيوم الداخلي في هذه المرحلة على بروتين «إم آر إس 2 بّي». لم يُكشف سوى ناقل مغنيسيوم واحد ضمن الأوالي أُطلق عليه «إكس إن تي إيه بّي»، بينما أمكن تحديد ناقلين بروتينيين في الحيوانات هما متناددا «إم آر إس 2 بّي» وناقل المغنيسيوم «إي»، مع وجود نظامي نقل جديدين «تي آر بّي إم 6/ تي آر بّي إم 7» و«بّي سي إل إن-1». في النباتات، أمكن كشف متناددات «إم آر إس 2 بّي» مع بروتين جديد آخر أُطلق عليه «إيه تي إم إتش إكس».

## التطور
يبدو أن تطور ناقلات المغنيسيوم ينطوي على درجة عالية من التعقيد. من المحتمل أن البروتينات المعتمدة على ناقل المغنيسيوم «إي» توجد في البكتيريا والحيوانات، لكنها تغيب في الفطور والنباتات، بينما تظهر بروتنيات «كور إيه» في جميع هذه المجموعات. يوجد نوعان من الناقلات النشطة في البكتيريا، وهما ناقلا المغنيسيوم «إيه» و«بي»، ويبدو أنهما لا يملكان أي مجانسين في العضويات الأرقى. هناك أيضًا أنظمة نقل مغنيسيوم يقتصر وجودها على الكائنات الحية العليا.

## الوظيفة
من المستحيل تقريبًا مقارنة الوظائف المميزة لبروتينات نقل المغنيسيوم في الوقت الحالي مع أنها خضعت للدراسة في أنظمة حيوية مختلفة باستخدام طرق وتقنيات متنوعة. إن إيجاد نظام يسمح بمقارنة مباشرة بين جميع هذه البروتينات سيمثل تقدمًا كبيرًا في هذه المجال. إذا أمكن إثبات القدرة الوظيفية للبروتين في البكتيريا (السلمونيلا التيفية)، قد يسمح إشراك التقنيات التي تشمل تقنية الفلورة «مغنيسيوم-فيورا-2» وتقدير كمية البروتين في غشاء الغلاف وتحديد بنية البروتينات (بلورات الأشعة السينية أو المجهرية الإلكترونية ذات البردية النافذة) بكشف الآليات الأساسية للتعرف على شاردة المغنيسيوم ونقلها. ربما يكون التقدم الأفضل هنا تطوير طرق تسمح بقياس وظيفة البروتين في نظام الالتقاط الرقعي باستخدام الأغشية الصنعية.

## البكتيريا

### الأبحاث الباكرة
في عام 1968، لاحظ لوسك وآخرون تحدد نمو بكتيريا الإشريكية القولونية في الأوساط الفقيرة بشاردة المغنيسيوم، وهذا يقترح أن البكتيريا تحتاج إلى هذه الشاردة، ومن المحتمل أنها تحصل عليها بطرق فعالة من البيئة المحيطة. في العام التالي، وصفت مجموعة العلماء السابقة مع مجموعة أخرى (سلفر وآخرون) بشكل مستقل عن بعضهما قبط شاردة المغنيسيوم وتدفقها في الإشريكية القولونية النشطة استقلابيًا باستخدام نظير شاردة المغنيسيوم 28. مع نهاية 1971، نُشرت ورقتان بحثيتان تصفان تداخل شوارد الكوبالت والنيكل والمنغنيز في نقل المغنيسيوم في الإشريكية القولونية والبكتيريا الهوائية المرياحة والعصويات الضارية.
كشفت التطورات الأخيرة الكبرى (قبل استنساخ الجينات المشفرة للناقلات البروتينية) اكتشاف وجود نظام ثان لقبط شاردة المغنيسيوم أظهر ألفةً مشابهةً للنظام الأول وحركيةً نقليةً مقاربةً له، لكنه يملك مجالًا مختلفًا من أنماط الحساسية للكاتيونات المتداخلة معه. يُكبح نشاط هذا النظام بوجود تراكيز خارج خلوية مرتفعة من شوارد المغنيسيوم.